# 吳興戰鬥
吳興戰鬥發生於1937年11月20－26日，地點則是在中國蘇南一帶。是抗日戰爭主要戰鬥之一，交戰一方為守軍之國民革命軍，另一方則為日軍。戰鬥末了，國軍撤退至長興。